# Enterocolite
A Enterocolite, (/ẽ.te.ɾo.ˈkɔ.li.tʃi/, do Latim "ἔντερον" - intestino, "κόλον" - cólon, e "-ῖτις" - inflamação), pode ser compreendida como uma condição inflamatória especialmente mais grave do trato gastrointestinal que afeta, simultaneamente, a membrana mucosa do intestino delgado (i.e. enterite), e o cólon (i.e. colite). Sua etiologia é complexa, multifatorial e de origem incerta, isto é, não completamente compreendida. Contribuições possíveis incluem, mas não são limitadas a: radiação, micro-organismos (como bactérias, fungos, parasitas, etc), imaturidade intestinal, microbiota desbalanceada. Manifestações clínicas da enterocolite são amplos, variáveis e não específicas, entretanto frequentemente incluem: diarreia, náuseas, intolerância alimentar (êmese ou aumento de resíduos gástricos), dor abdominal, febre, calafrios, urgência, desconforto perianal, incontinência e hemorragia. Manifestações gerais são dadas pela disseminação do agente infeccioso ou de suas toxinas por todo o corpo, ou - mais frequentemente - por perdas significativas de água e minerais, consequência de diarreia e vômito.

## Tipos
Tipos específicos de enterocolite incluem:
- enterocolite necrotizante (mais comum em prematuros)
- enterocolite pseudomembranosa (também chamada de "colite pseudomembranosa")
- enterocolite hemorrágica
- enterocolite induzida por proteína (FPIES)
- enterocolite associada a Hirschprung
- enterocolite neutropênica

## Principais comuns
Os sintomas da enterocolite podem variar dependendo da pessoa e do tipo de enterocolite:
- Náuseas e vômitos;
- Dor em região umbilical;
- Diarreia;
- Prostração;
- Oligúria (diminuição da urina excretada);
- Melena (fezes escuras devido presença de sangue);
- Temperatura corporal elevada (febre).